# Мухаммад ибн Абдуррахман Аль Сауд
Мухаммад ибн Абдуррахман (1882 — 25 июля 1943) — сын эмира Абдуррахмана и брат короля Абдул-Азиза.

## Биография
Родился в 1882 году в семье эмира второго Саудовского государства Абдуррахмана.
В 1891 после свержения династии Саудитов вместе с семьей отправился в ссылку в Кувейт.
С 1902 принимал участие в боевых действиях в качестве союзника своего брата.
В 1902 году участвовал в рейде на Замок Масмак.
В 1920 послан вместе с сыном Саудом для захвата провинции Хаиль.
После полного захвата территорий Саудовской Аравии был назначен эмиром Мекки. Он хотел большего влияния в правительстве , позднее в 1935 году покинул Эр-Рияд.
Умер 25 июля 1943 года.

## Семья и потомки
Одной из его жен была Хасса бинт Ахмед ас-Судайри, одна из жен его брата Абдул-Азиза. мать принцев и королей из «Семёрка Судайри». Она была матерью принца Абдаллы и их внук Фахд был заместителем обороны в 2013—2014 гг.
Старший сын, принц Халид (1904—1938) погиб в ДТП, а другой сын принц Фахд (1904— ?) был губернатором округа Эль-Касим.
Ещё один сын, принц Бандар (1924—2020) был бизнесменом и членом Семейного совета Аль Сауд по решению личных вопросов.
Его правнуки занимают ряд постов в различных министерствах или фондах.